# جینکس (لیگ افسانه‌ها)
جینکس (به انگلیسی: Jinx) شخصیتی خیالی در فرنچایز رسانه‌ای لیگ افسانه‌ها اثر شرکت رایت گیمز است. او به عنوان یک شخصیت قهرمان قابل بازی در به‌روزرسانی اکتبر ۲۰۱۳ برای بازی ویدئویی محصول سال ۲۰۰۹ به همین نام معرفی شد، که با یک نماهنگ پویانمایی تحت عنوان «Get Jinxed» برای بزرگداشت اولین حضور رسمی او تکمیل شد. در دنیای خیالی بازی، جینکس یک جنایتکار دیوانه و عجول از زاوون است که به عنوان دشمن دیرینهٔ وای، مأمور پیلتوور به تصویر کشیده می‌شود. مجموعه تلویزیونی پویانمایی بزرگسالان آرکین داستان اصلی این شخصیت را به عنوان پاودر، خواهر کوچکتر وای، بررسی می‌کند که پس از یک سری تراژدی‌های شخصی، توسط رئیس تبهکاران سیلکو، به سرپرستی گرفته و بزرگ می‌شود. الا پورنل صداپیشگی این شخصیت را در مجموعه تلویزیونی آرکین بر عهده دارد.
جینکس از زمان معرفی‌اش به یکی از محبوب‌ترین و نمادین‌ترین شخصیت‌های این فرنچایز تبدیل شده است. حضور او در سریال آرکین و اجرای صداپیشگی پورنل تحسین منتقدان را برانگیخت.